# Tokenizm
Tokenizm – zasada lub praktyka czynienia jedynie symbolicznych starań na rzecz włączania przedstawicieli grup zdominowanych w struktury instytucjonalne tworzone dotąd wyłącznie lub głównie przez przedstawicieli grup dominujących. Włączanie ma charakter ograniczony, a efektem tokenizmu jest fałszywe wrażenie równości statusu społecznego przedstawicieli danych grup i braku dyskryminacji. Przykładem tokenizmu jest celowe włączanie kobiety do męskiej grupy władz partii politycznej lub firmy (analogicznie, w społeczeństwach znacząco zróżnicowanych rasowo, włączanie osoby czarnoskórej do grupy osób białoskórych), często motywowane chęcią poprawy wizerunku danego podmiotu.
W wyborach parlamentarnych w Polsce w 2011 wiele partii stosowało tokenizm poprzez eksponowanie kobiet w kampanii wyborczej. Kobiety takie określano mianem paprotek.